# La Chapelle-d'Andaine

La Chapelle-d'Andaine este o comună în departamentul Orne, Franța. La 1 ianuarie 2018 avea o populație de 1.460 de locuitori.